# Simon I. von Paderborn
Simon I. (* um 1196; † 6. Juni 1277) war von 1247 bis 1277 Bischof von Paderborn.
Er war ein Sohn des Edlen Hermann II. zur Lippe und der Oda von Tecklenburg, Tochter des Grafen Simon I. von Tecklenburg und der Gräfin Oda von Berg-Altena, damit ein Neffe seines Amtsvorgängers Bernhard IV. Er ist nicht mit seinem Großneffen Graf Simon I. zur Lippe zu verwechseln.
Im Haus Lippe galt Simon als ränkevoll und streitsüchtig. Er begann seine Laufbahn als Propst des Kanonikerstifts Busdorf in Paderborn. 1247 wurde er Bischof von Paderborn und geriet in Auseinandersetzungen mit den Erzbischöfen von Köln, vor allem wegen Lehensfragen und Befestigungsrechten. In der Schlacht bei Wulfskamp (bei Brechten, Nähe Dortmund) im Jahre 1254 unterlag er gegen Erzbischof Konrad von Köln und Bischof Otto II. von Münster und geriet von 1254 bis 1256 in Gefangenschaft.
Von 1257 bis 1259 war er zusätzlich Verweser des Erzbistums Bremen für seinen alten Onkel, Erzbischof Gebhard II. von Bremen. Hier versuchte er 1258/59 in der Bremer Stiftsfehde seinem Neffen, dem Dompropst Gerhard von der Lippe, die Nachfolge zu sichern, scheiterte jedoch in der Munderloh gegen Hildebold von Wunstorf.
Von 1260 bis 1266 war er Administrator der Abtei Corvey.
1267 schloss er ein Bündnis mit Kurköln gegen das Haus Jülich, von dem er nach der Schlacht bei Zülpich bis 1269 in Münster gefangengehalten wurde. Bernhard IV. zur Lippe löste ihn aus und ließ sich von seinem Onkel Simon mit seinem zerstrittenen Bruder Hermann III. zur Lippe versöhnen.
1270 schickte Simon „aus Hass gegen Heinrich I. (Hessen)“ westfälische Krieger nach Hessen, um dort das Land zu verwüsten. Bei Holzhausen (unweit Fritzlar) wurden die meisten Westfalen getötet oder gefangen genommen.
1275 wurde Simon Vormund seines Großneffen Simon I. zur Lippe, des Sohnes Bernhards.
Simon starb am 6. Juni 1277.